# Personnages principaux des Animaux fantastiques
Pour un article plus général, voir Liste des personnages du monde des sorciers de J. K. Rowling.
Cet article présente les personnages principaux de la série de films Les Animaux fantastiques écrite par J. K. Rowling depuis 2016. Il présente en premier lieu les héros, ainsi que les principaux alliés et opposants.

## Héros

### Norbert Dragonneau

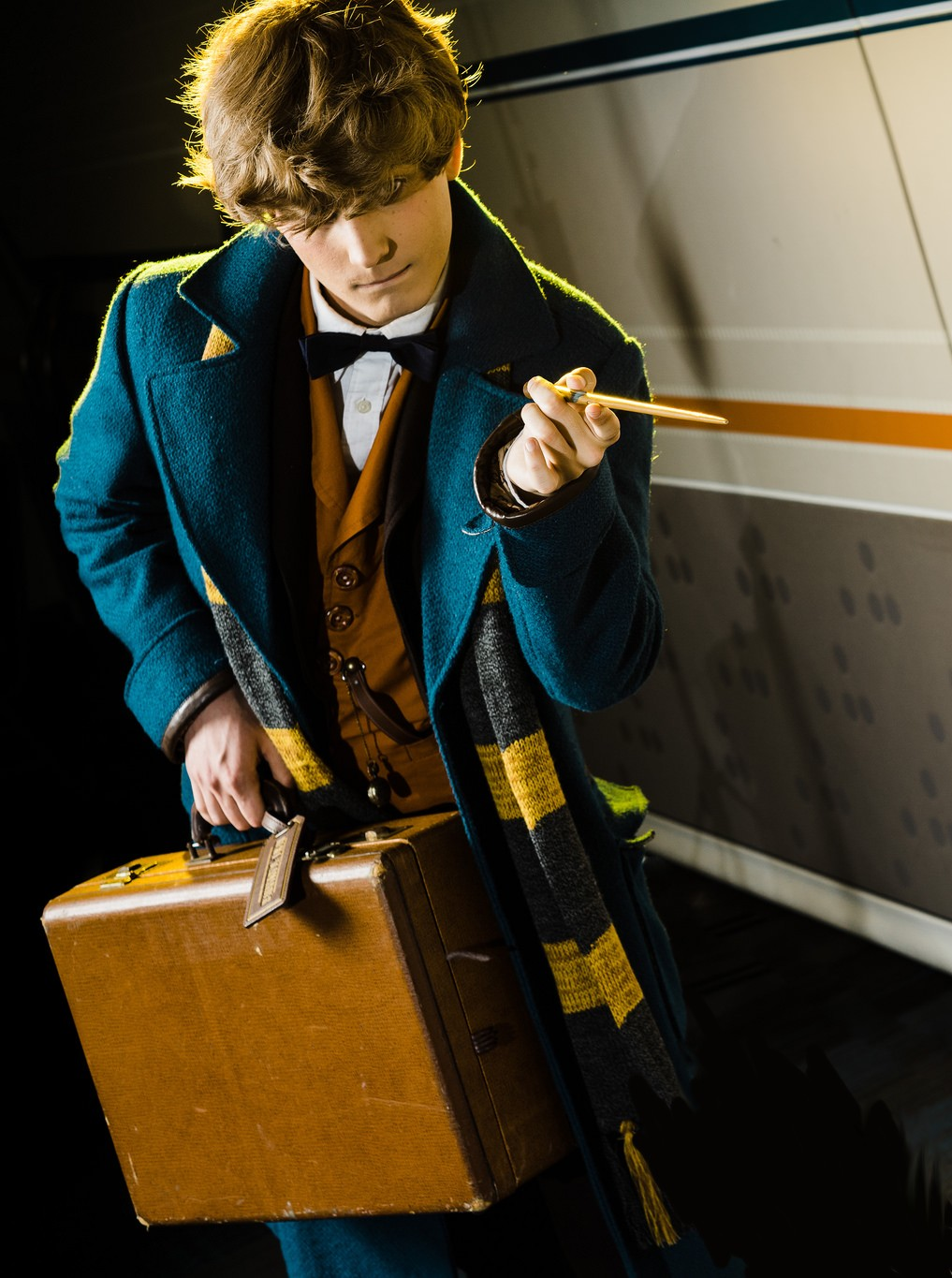
Cosplay de Norbert Dragonneau.

Norbert est le personnage principal de la série.

### Tina Goldstein
Porpentina « Tina » Esther Goldstein est une sorcière américaine de sang-mêlé née le 19 août 1901. Elle suit ses études à Ilvermorny, au nord de New York, dans la maison Thunderbird. Elle travaille ensuite au Congrès magique des États-Unis d'Amérique en tant qu'Auror, jusqu'à ce qu'elle attaque une femme non magicienne, Mary Lou Bellebosse, alors que cette dernière frappait un jeune garçon, Croyance, placé sous sa tutelle. À la suite de cet incident, Tina est rétrogradée au rang d'officier fédéral des permis de port de baguette. C'est une jeune femme pragmatique, qui se bat pour ce qui est juste. 
Elle et sa sœur Queenie sont de lointaines cousines d’Anthony Goldstein, élève de Serdaigle à Poudlard dans les années 1990. Tina épousera Norbert Dragonneau selon la biographie de celui-ci dans le livre Les Animaux fantastiques. 
Son personnage est joué au cinéma par l'actrice Katherine Waterston.

### Jacob Kowalski
Jacob Kowalski est un Non-Maj' américain né en Pologne. Après avoir combattu durant la Grande Guerre en Europe, il revient en Amérique, trouve un logement dans le Lower East Side et un emploi dans une usine de conserves. Il souhaite néanmoins faire fortune dans la vente de pâtisseries polonaises traditionnelles en suivant les recettes de sa grand-mère. Alors qu'il tente d'obtenir un prêt à la banque à New York, il rencontre Norbert Dragonneau et découvre dans un même temps le monde magique. Jacob est d'un naturel ouvert et généreux. Il est fasciné par la sorcière Queenie Goldstein et en tombe rapidement amoureux.
Son personnage est joué au cinéma par l'acteur Dan Fogler.

### Queenie Goldstein
Queenie Goldstein est la petite sœur de Tina. Elle est décrite comme étant extrêmement belle, possédant un grand cœur et un esprit libre. C'est aussi une Legilimens accomplie.
Son personnage est joué au cinéma par l'actrice Alison Sudol.

## Alliés des héros

### Albus Dumbledore
Dumbledore est un sorcier britannique influent qui enseigne la défense contre les forces du Mal aux élèves de Poudlard jusqu'en 1927. Cette année-là, le ministère lui reproche son refus d'obtempérer pour arrêter Gellert Grindelwald. Dumbledore fait appel à Norbert pour protéger Croyance Bellebosse. Il est alors soupçonné de comploter contre le ministère en protégeant indirectement l'obscurial, que le ministère souhaite tuer afin d'empêcher Grindelwald d'en faire son homme de main.
Note : Dumbledore est également l'un des personnages principaux de la série Harry Potter, dont l'intrigue se situe dans les années 1990. Il est alors directeur de Poudlard.

### Thésée Dragonneau
Thésée Dragonneau (Theseus Scamander en anglais) est le frère aîné de Norbert. Âgé de huit ans de plus que ce dernier, il est un héros de guerre et dirige le Bureau des Aurors (il occupe lui-même cette fonction) au ministère de la Magie britannique,. Thésée, à l'inverse de Norbert, est très sociable, démonstratif et s'exprime avec assurance,,. Sa personnalité est décrite comme étant « distinguée et incisive ». Il est aussi réputé pour ne voir que ce qu'il y a de meilleur chez les gens. En 1926, il correspond avec Percival Graves au sujet des dégâts causés par les créatures magiques de Norbert dans la ville de New York.
Dans Les Crimes de Grindelwald, Thésée est fiancé à Leta Lestrange et chargé par Torquil Travers de mettre la main sur Grindelwald et les personnes présentes au rassemblement que ce dernier organise au Père-Lachaise. Mais Thésée préfère intervenir sans violence inutile. En parallèle de ses enquêtes, il garde un œil protecteur sur son frère. Au cimetière, il combat Grindelwald aux côtés de Norbert, Tina et Leta, sans parvenir à secourir sa fiancée qui se sacrifie pour leur permettre de s'enfuir.
Son personnage est interprété au cinéma par Callum Turner.

### Eulalie Hicks
Eulalie « Lally » Hicks est une sorcière américaine, professeure à l'école de magie et de sorcellerie d'Ilvermorny, au sein de laquelle elle fut élève en même temps que Tina et Queenie Goldstein. C'est une alliée d'Albus Dumbledore et de Nicolas Flamel, avec lesquels elle communique dans Les Crimes de Grindelwald par le biais du rolodex.
Dans Les Secrets de Dumbledore, elle est missionnée par Dumbledore afin de contrer la tentative d'assassinat de Vicência Santos. Elle participe également au plan de confusion pour ralentir Grindelwald, de même que Norbert, Jacob, Thésée et Bunty.
Elle est interprétée au cinéma par Jessica Williams.

### Leta Lestrange
Leta Lestrange est la fille de Corvus Lestrange Sr  et de Laurena Kama. Elle est la demi-sœur de Corvus Lestrange Jr. par leur père commun et la demi-sœur de Yusuf Kama par leur mère commune. Leta est une amie d'enfance de Norbert Dragonneau depuis Poudlard et partage son intérêt pour les créatures magiques. À la suite d'une expérience avec un Chartier, elle provoque un accident durant sa scolarité en mettant en danger la vie d'un autre élève. Par amour pour elle, Norbert endosse la responsabilité de l'accident.
Dans Les Crimes de Grindelwald en 1927, Leta s'est fiancée avec Thésée Dragonneau. Elle reste proche de Norbert, qui l'accompagne lorsqu'elle tente de prouver par le service des archives généalogiques du ministère français la mort de son frère Corvus, alors que la rumeur voudrait qu'il s'agisse de Croyance Bellebosse. Encouragée par Dumbledore, Leta confie son histoire douloureuse à Norbert, Tina, Croyance et Yusuf, et le fait d'avoir échangé son frère bébé avec un autre bébé — Croyance — au cours d'un voyage en transatlantique, avant que le bateau fasse finalement naufrage en entraînant la mort de Corvus. Dans l'amphithéâtre de pierre au cimetière du Père-Lachaise, Leta fait diversion pour permettre à Norbert et Thésée de s'enfuir, avant d'être engloutie par les flammes de Grindelwald.
Leta Lestrange est interprétée par Zoë Kravitz.

### Yusuf Kama
Yusuf Kama est un sorcier de « sang-pur » d'origine sénégalaise, fils de Mustafa et Laurena Kama. Il est demi-frère de Leta Lestrange par leur mère Laurena. Adolescent, il a vu cette dernière être victime d'un sortilège de l'Imperium lancé par Corvus Lestrange Sr. afin qu'elle délaisse sa famille et vive à ses côtés. Mustafa Kama était lui-même mourant lorsque la mort de Laurena en mettant sa fille au monde fut rendu public. Il fit promettre à Yusuf de se venger des Lestrange. 
Dans Les Crimes de Grindelwald, Yusuf capture Norbert et Tina, puis les accompagne : il est persuadé que Croyance Bellebosse, que Norbert et Tina recherchent également, est précisément le jeune homme mentionné par Les Prédictions de Tycho Dodonus (qui font référence à une famille brisée qui peut lui correspondre personnellement, au vu de son passé). Yusuf est persuadé de devoir tuer Croyance (qu'il pense être Corvus Lestrange Jr.) pour venger sa famille brisée. Mais lorsqu'il retrouve sa demi-sœur Leta, Yusuf apprend que cette dernière a déjà tué accidentellement Corvus en 1901 lorsqu'il était bébé. Il renonce donc à tuer Croyance. Yusuf participe au combat final contre les flammes maléfiques de Grindelwald aux côtés de Norbert, Tina, Thésée et Nicolas Flamel.
Yusuf Kama est interprété par William Nadylam.

### Nicolas Flamel
Dans le deuxième film des Animaux fantastiques en 2018, Dumbledore donne l'adresse de Nicolas Flamel à Norbert Dragonneau pour qu'il puisse bénéficier d'un refuge à Paris au cours de sa mission consistant à protéger Croyance Bellebosse. Nicolas Flamel aide également Norbert dans la bataille contre Grindelwald. 
Flamel est interprété par Brontis Jodorowsky.
Note : ce personnage est également mentionné dans l'intrigue du premier tome de la série Harry Potter, située au début des années 1990 (voir Nicolas Flamel dans Harry Potter).

### Séraphine Picquery
Séraphine Picquery (Seraphina Picquery en anglais) est une sorcière influente présidant le Congrès magique des États-Unis d'Amérique de 1920 à 1928.
Son personnage est joué au cinéma par l'actrice Carmen Ejogo.

## Opposants

### Gellert Grindelwald

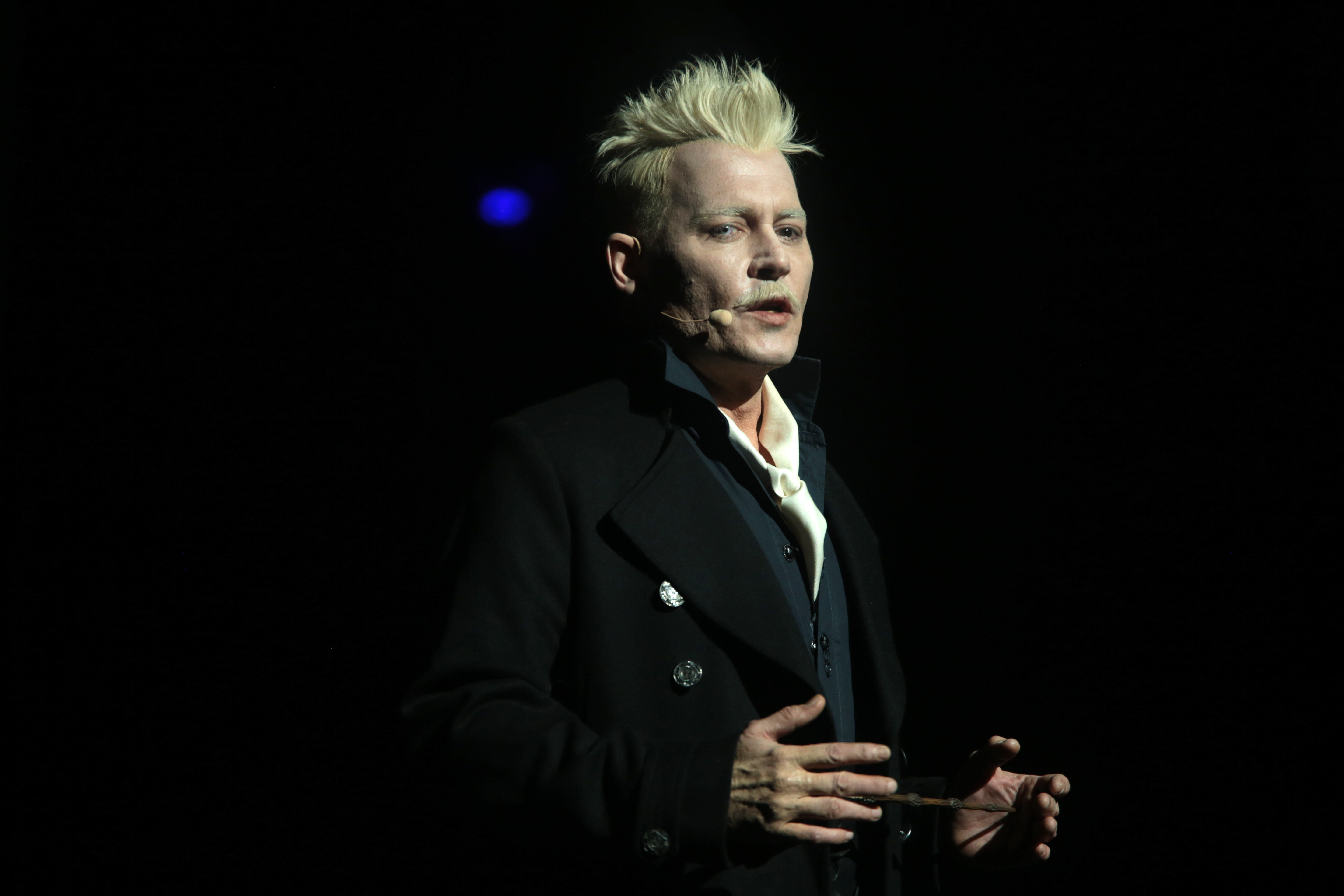
Johnny Depp portant le costume de Gellert Grindelwald.

Gellert Grindelwald est le principal antagoniste de l'histoire.

### Vinda Rosier
Vinda Rosier est une femme élégante, vraisemblablement d'origine française, qui seconde Gellert Grindelwald et dit être « profondément engagée » envers lui. Lorsque Queenie Goldstein se rend à Paris où elle devient particulièrement vulnérable, Rosier l'attire dans l'appartement parisien occupé par Grindelwald afin que ce dernier puisse lui parler.
Vinda Rosier est interprétée par Poppy Corby-Tuech.

### Gunnar Grimmson
Gunnar Grimmson est un chasseur de créatures particulièrement cruel, ennemi de Norbert Dragonneau et situé à l'opposé de tout ce que le jeune homme représente. Dans Les Crimes de Grindelwald en 1927, Grimmson est recruté par le ministère de la Magie britannique pour retrouver Croyance Bellebosse. Il agit en parallèle pour défendre les intérêts de Gellert Grindelwald.
Grimmson est interprété par Ingvar Eggert Sigurðsson.

### Torquil Travers
Torquil Travers est le chef du département de la justice magique britannique en 1927. Il refuse de rendre son permis de voyager à Norbert Dragonneau dans Les Crimes de Grindelwald. Il interdit également à Dumbledore d'enseigner la défense contre les forces du Mal et le place sous surveillance à la suite de son refus de coopérer pour tenter de neutraliser Gellert Grindelwald.
Torquil Travers est interprété par Derek Riddell.

### Percival Graves
Percival Graves est le directeur du département de la Justice magique du MACUSA (congrès magique des États-Unis d'Amérique) et chef de la division des Aurors. Il s'agit en réalité d'une couverture pour permettre à Gellert Grindelwald d'infiltrer le MACUSA.
Son personnage est joué au cinéma par l'acteur Colin Farrell.

### Mary Lou Bellebosse
Mary Lou Bellebosse (Mary Lou Barebone en anglais) dirige la « Ligue des Fidèles de Salem ». Elle est aussi la mère adoptive de Croyance Bellebosse.
Son personnage est joué au cinéma par l'actrice Samantha Morton.

## Autres personnages

### Croyance Bellebosse
Croyance Bellebosse, ou Credence Bellebosse au Québec (Credence Barebone en anglais), est le fils adoptif de Mary Lou Bellebosse, fondatrice des « Fidèles de Salem (ou Seconds Salemiens au Québec) ». Il rencontre Norbert Dragonneau dans Les Animaux fantastiques lors du passage de ce dernier à New York. C'est un personnage qui apparait assez sensible et tourmenté. Percival Graves se trompe d'abord en pensant que l'obscurus habite sa sœur adoptive Modestie, alors qu'il s'agissait en réalité de Croyance qui, en Obscurus, tue le sénateur Henry Shaw Jr. et sa propre mère adoptive, avant d'être neutralisé par les Aurors du MACUSA. 
Dans Les Crimes de Grindelwald, Croyance se rend à Paris où il recherche sa véritable identité,. Norbert Dragonneau est chargé par Albus Dumbledore de le retrouver et de le protéger du mage noir Grindelwald, qui souhaite utiliser Croyance dans sa quête du pouvoir,. Le jeune homme pense en premier lieu être un fils de la famille Lestrange, mais Leta écarte cette possibilité car durant le voyage du vrai fils de la famille Lestrange vers l'Amérique, Leta l'a échangé le temps d'un instant avec un autre bébé et l'a vu mourir. Au château de Nurmengard, Grindelwald lui fait savoir qu'il se nommerait en réalité Aurelius Dumbledore et que son frère (sous-entendu Albus Dumbledore) chercherait à le détruire.
Dans Les Secrets de Dumbledore, en 1932, cinq ans après les événements du dernier film, Croyance est envoyé par Grindelwald en Chine pour capturer un bébé qilin. Il le rapporte en personne à son nouveau maître, qui tue la créature. Plus tard, Croyance a une conversation avec Queenie Goldstein ; cette dernière lui dit que Grindelwald lui demande régulièrement d'espionner le jeune homme et de lui rapporter ses pensées, mais elle révèle à Croyance qu'elle ne dit pas tout au mage noir. Après cela, Croyance regarde dans un miroir et aperçoit une inscription : « Pardonne moi », qu'il efface immédiatement. On comprend que Croyance, depuis Nurmengard, communique avec quelqu'un par messages magiques écrits sur des miroirs. Croyance estime avoir été rejeté par les Dumbledore et Grindelwald attise son sentiment d'abandon, persuadé que la douleur de Croyance fait sa force. À La Tête de Sanglier, Albus Dumbledore aperçoit brièvement l'un des messages de Croyance sur le miroir du bar, visiblement adressé à son frère Abelforth. Dans les rues de Berlin, Albus vient à la rencontre du jeune homme et, anticipant l'affrontement, prend soin au préalable de les faire basculer dans une dimension miroir afin de protéger les Moldus présents autour d'eux. Croyance clame être son frère et qu'il s'appelle Aurelius. Il engage le combat mais est affaibli à cause de son obscurus. Albus aperçoit le phénix de Croyance, et confirme que ce dernier est bien un Dumbledore. Il est touché par sa souffrance et sa solitude et parvient à le convaincre que Grindelwald a attisé sa haine, et que la famille Dumbledore, qui ignorait la vérité jusqu'à présent, ne l'a pour autant jamais rejeté. Après cela, Croyance rentre à Nurmengard. Dans les sous-sols du château, il assiste au sort de son maître destiné à réanimer le qilin précédemment tué, et se fait violemment réprimander pour avoir négligé le jumeau du qilin, que Grindelwald vient d'apercevoir dans le reflet du bassin de résurrection. Un soir, Croyance envoie un nouveau message à La Tête de Sanglier, souhaitant « rentrer à la maison ». Albus a une discussion avec son frère à propos de Croyance. Il est révélé que le jeune homme est en réalité le neveu d'Albus, et donc le fils d'Abelforth. Par la suite, Croyance se rend au Bhoutan pour assister à la prochaine élection confédérale. Grindelwald manipule l’élection en faisant s’incliner le qilin réanimé devant lui. Cependant, avec l'aide de Norbert Dragonneau, le jeune homme expose les mensonges de Grindelwald. Ce dernier tente de le tuer, mais Croyance est alors protégé par les frères Dumbledore. Le jeune homme rencontre enfin son père et rentre chez lui à Pré-au-Lard avec son phénix.
Son personnage est joué au cinéma par Ezra Miller.

### Nagini
Nagini est une jeune femme asiatique qui devient l’attraction principale du cirque Arcanus à Paris pour sa capacité à se transformer en serpent. Elle fait la connaissance de Croyance Bellebosse la même année. 
Sa capacité à se transformer en serpent est due au fait qu'elle est une malédictus : elle souffre d'une malédiction génétique qui fait que, contrairement aux animagus, elle ne contrôle pas sa transformation et finira par devenir définitivement un animal.
Nagini est interprétée par Claudia Kim.
Note : ce personnage apparaît également dans la série Harry Potter dans les années 1990, sous sa forme de serpent (voir Nagini dans Harry Potter).